# Martin Brasier
Martin David Brasier (12. dubna 1947 Wimbledon – 16. prosince 2014 Burford, Oxfordshire) byl anglický paleobiolog a astrobiolog.

## Život
Martin Brasier byl profesorem paleobiologie a astrobiologie na Univerzitě v Oxfordu, emeritním členem koleje St Edmund Hall. Pro UNESCO pracoval nejprve jako sekretář a poté vedoucí International Geoscience Programme. V Mezinárodní komisi pro stratigrafii (ICS) vedl projekt stanovení hranice prekambrium-kambrium.
Na Londýnské univerzitě získal titul BSc, později Ph.D. Titul „MA“ získal na Oxfordu. Působil i na University of Reading, University of Hull a Memorial University of Newfoundland. Byl členem British Geological Survey (BGS), Londýnské geologické společnosti (FGS), stejně jako Linného společnosti (FLS). Jeho specializací byla paleontologie, evoluční biologie, mikropaleontologie a astrobiologie.
Martin Brasier zahynul 16. prosince 2014 při autonehodě u Burfordu v Oxfordshire.

### Vědecká práce

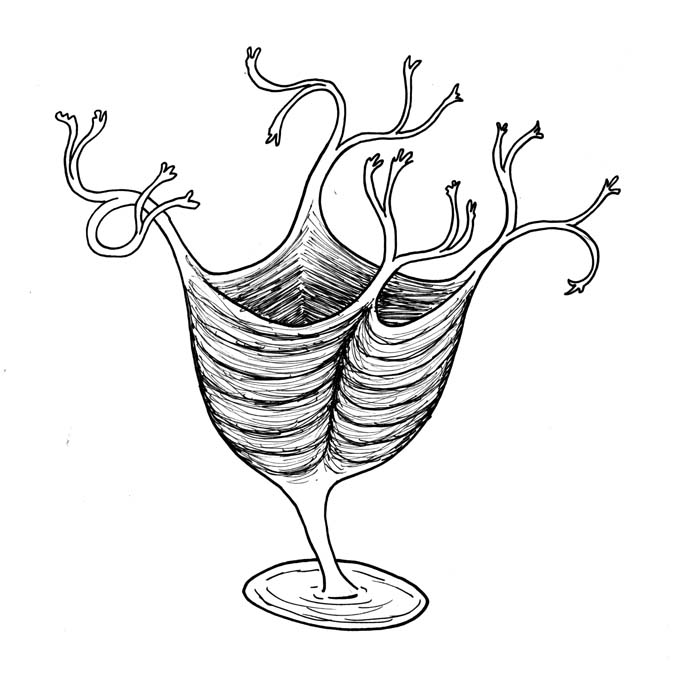
Rekonstrukce Haootia quadriformis

K velmi kritickému studiu raných fosilních záznamů využíval klasické metody jako je terénní výzkum, profilový záznam a optická petrografie, ale i metod izotopové geochemie, zkoumání konfokálním mikroskopem a mikrosondami NanoSims, používal laser k 3D skenování s vysokým rozlišením či k Ramanově spektroskopii.
S pomocí NASA vedl výzkum 3460 milionů let starých, údajných mikrofosilií z naleziště Apex Chert v Západní Austrálii. Jeho závěry zpochybňovaly jejich organický původ, ze sporu vznikla i takzvaná „Brasier-Schopfova polemika“. Brasier fyto „fosilie“ považoval za útvary vzniklé působením vody na ještě teplou horninu, Schopf za nejstarší nalezené fosilie bakterií, staré 3,5 miliardy let.
Pracoval na výzkumu prvních dobře zachovalých zkamenělin buněk o stáří 3430 milionů let z naleziště Strelley Pool. Jako vysvětlení vzniku života vytvořil „pemzovou hypotézu“ – podle níž by pemza vůbec prvním živým organismům poskytla k vývoji takřka ideální prostředí (díky tomu, že je velice lehká, takže po erupci pravěkého vulkánu mohly její kusy plout na hladině oceánu, kde na ně působilo ultrafialové záření…) Brasier také zmapoval první stopy života na pevnině v přibližně 1000 milionů let starých sedimentech (Torridonian supergroup). Specializoval se na paleoekologii, morfologický vývoj a vývoj života v ediakaře a kambriu.

### První popis
Tým Martina Brasiera v roce 2014 poprvé vědecky popsal fosilie druhu Haootia quadriformis, zástupce ediakarské fauny. Spoluautory popisu byli Alexander G. Liu, Jack J. Matthews, L. R. Menon a Duncan McIlroy.

## Ocenění
V roce 2014 získal Martin Brasier Lyellovu medaili Londýnské geologické společnosti. Jeho knihu Secret Chambers: the inside story of cells and complex life v roce 2013 ocenila Royal Society of Biology.

## Dílo

### Publikace
První publikaci o mikrofosiliích zveřejnil v roce 1980. Společně s J. W. Cowiem vydal v roce 1989 monografii o hranici prekambrium-kambrium, vytvořené na základě poprvé popsaných zkamenělin spirálových stop druhu Treptichnus pedum nalezených na Newfoundlandu. Téma zpracoval i v knize Darwin’s Lost World („Darwinův ztracený svět“) vydané v roce 2009. Ta byla vydána k dvousetletému výročí narození Charlese Darwina, jako součást oslav této události. V jejím sequelu vydaném v roce 2012 s názvem Secret Chambers: the inside story of cells and complex life, Martin Brasier popsal symbiotický původ eukaryotických chloroplastů a jejich evoluci během posledních dvou miliard let. Kromě toho se zde zabývá představením práce Roberta Hookea, Elso S. Barghoorna, Thomase Cavaliera-Smitha a Lynn Margulisové, a věnuje se i období evoluce zvané „nudná miliarda“ („Boring Billion“ – období přibližně 1700 až 700 milionů let BP).
výběr
- Landing, E., Geyer, G., Braser, M.D., and Bowring, S. A. 2013. Cambrian Evolutionary Radiation: centext, correlation, and chronostratigraphy - overcoming deficiencies of the First Appearance Datum (FAD)concept. Earth-Science Reviews (journal),123. 133-172
- Brasier, M.D., Matthewman, R., McMahon, S. and Wacey, D. 2011. Pumice as a remarkable substrate for the origins of life. Astrobiology, 7, 725-735
- Wacey, D., Kilburn, M., Saunders, M., Cliff, J. and Brasier, M.D. 2011. Microfossils of sulphur-metabolizing cells in 3.4-billion-year-old rocks of Western Australia. Nature Geoscience, 4, 698-702
- Strother, P.K., Battison, L., Brasier, M.D. & Wellman, C.H. 2011. Earth’s earliest non-marine eukaryotes. Nature. 403, 505-509
- Brasier, M.D. & Antcliffe, J.B. 2009. Evolutionary relationships within the Avalonian Ediacara biota: new insights from Laser Analysis. Journal of the Geological Society, 166, 363-384
- Brasier, M.D. & Antcliffe, J. 2004. Decoding the Ediacaran Enigma. Science 305, 1115-1117
- Brasier, M.D., Green, O.R., Jephcoat, A.P., Kleppe, A.K., Van Kranendonk, M.J., Lindsay, J.F., Steele, A. & Grassineau, N.V. 2002. Questioning the evidence for Earth's oldest fossils. Nature 416, 76-81
- Brasier, M.D. & Lindsay, J.F. 1998. A billion years of environmental stability and the emergence of eukaryotes. New data from northern Australia. Geology, 26, 555-558
- Brasier, M.D., Cowie, J.W. & Taylor, M.E. 1994. Decision on the Precambrian- Cambrian boundary stratotype. Episodes, 17, 3-8.
- Brasier, M.D. 1979. The Cambrian radiation event. In House, M.R. (ed.) 'The Origin of Major Invertebrate Groups'. Systematics Association Special Volume, 12, 103-159
- Brasier, M.D. 2012. Secret Chambers: the inside story of cells and complex life. Oxford University Press, 298pp.
- Brasier, M.D. 2009. Darwin's Lost World: the hidden history of animal life. Oxford University Press, 322pp.
- Cowie, J.W. and Brasier, M.D. 1989. The Precambrian-Cambrian Boundary, Oxford Monographs in Geology and Geophysics, No. 12.
- Brasier, MD. 1980. Microfossils. George Allen & Unwin, London, 193pp.